# Moskevský vrtulníkový závod M. L. Mila
Moskevský vrtulníkový závod M. L. Mila (rusky Московский вертолётный завод имени М. Л. Миля, anglicky Mil Moscow Helicopter Plant), označovaný často pouze jako Mil nebo Mil Helicopters (zkratka Mi), je ruský, do roku 1991 sovětský, výrobce vrtulníků. Závod byl založen v roce 1947 významným ruským leteckým konstruktérem Michailem Leonťjevičem Milem, po němž je také pojmenován. Závod sídlí v Ljuberckém rajónu v Moskevské oblasti, nedaleko Moskvy. Na vývoji některých vrtulníků se podílí společně se skupinou Eurocopter, tyto vrtulníky nesou označení Euromil. Součástí Moskevského vrtulníkového závodu M. L. Mila je konstrukční kancelář, letecká výroba, experimentální a výzkumné středisko a letové testovací zařízení.
V roce 2007 se Mil, společně s ostatními ruskými výrobci vrtulníků, stal součástí koncernu Ruské vrtulníky. Obchodní značka Mil zůstala u vrtulníků zachována.

## Vyráběné vrtulníky

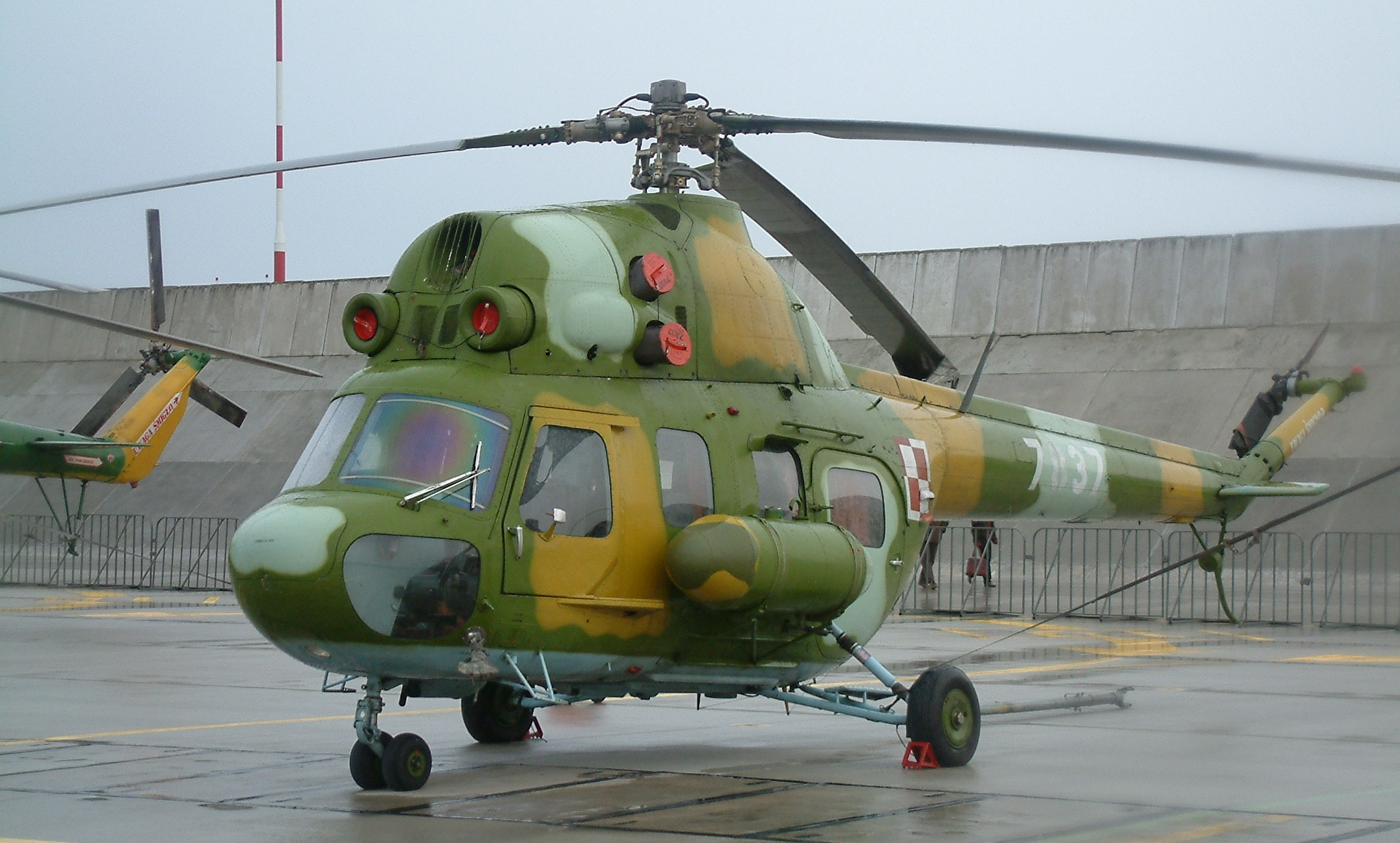
Lehký víceúčelový vrtulník Mil Mi-2

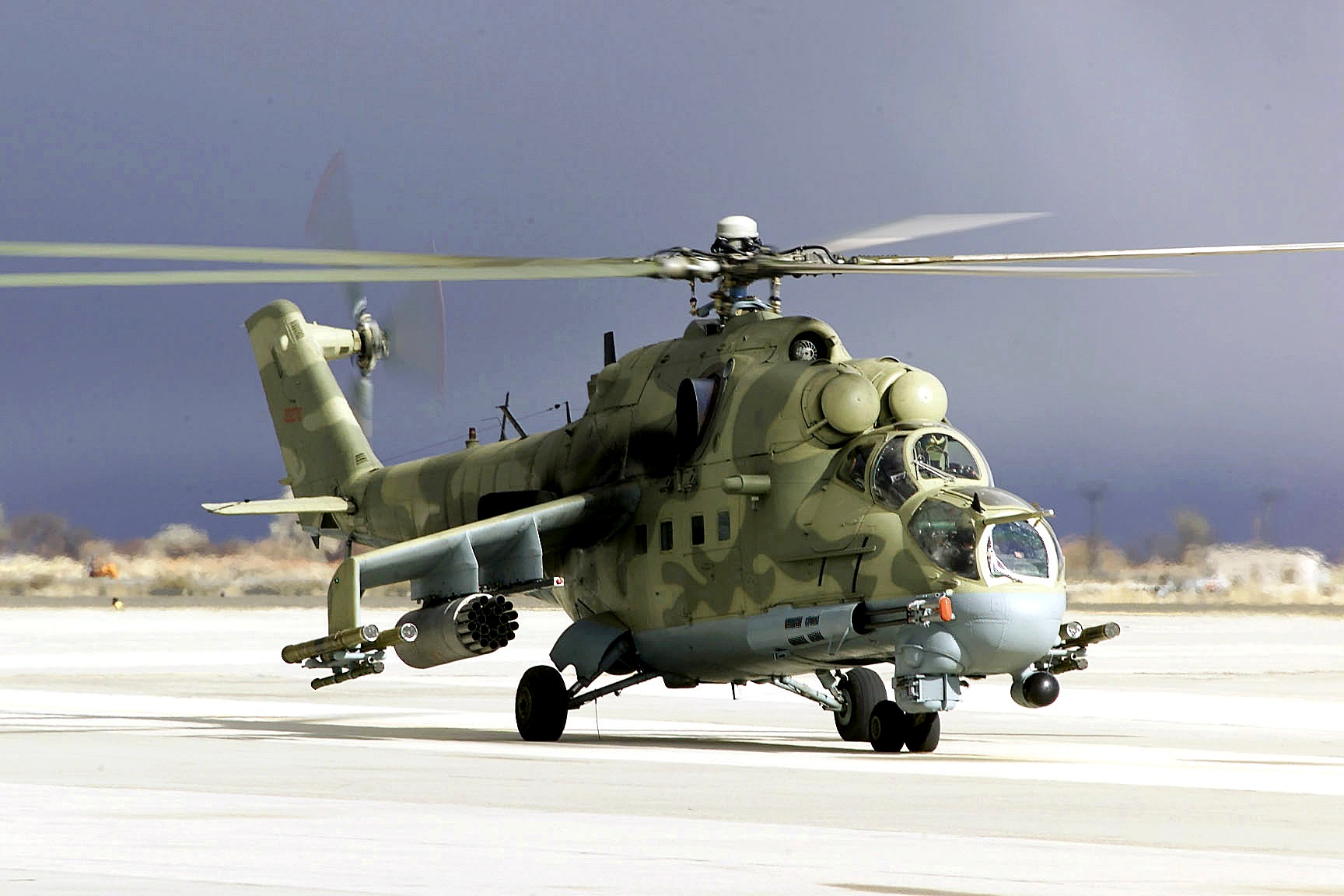
Bitevní vrtulník Mil Mi-24

Následující seznam zahrnuje v minulosti nebo v současnosti vyráběné vrtulníky. Seznam nezahrnuje některé koncepty nebo jinak plánované, ale nevyráběné stroje.
- Mil Mi-1 – sériově vyráběn v letech 1950–1965
- Mil Mi-2 – sériově vyráběn v letech 1966–1998
- Mil Mi-4 – sériově vyráběn v letech 1951–1979
- Mil Mi-6 – sériově vyráběn v letech 1960–1981
- Mil V-7 – jediný kus vyroben v roce 1959
- Mil Mi-8 – sériově vyráběn od roku 1961
- Mil Mi-10 – sériově vyráběn v letech 1964–1969
- Mil Mi-12 – dva prototypy vyrobené od roku 1967
- Mil Mi-14 – sériově vyráběn v letech 1975–1991
- Mil Mi-17 – varianta vrtulníku Mil Mi-8, sériově vyráběno od roku 1977
- Mil Mi-24 – sériově vyráběn od roku 1969
- Mil Mi-26 – sériově vyráběn od roku 1980
- Mil Mi-28 – sériově vyráběn od roku 1982
- Mil Mi-34 – sériově vyráběn od roku 1994
- Mil Mi-35 – varianta vrtulníku Mil Mi-24
- Mil Mi-38 – označovaný také jako Euromil Mi-38, od roku 2003 do roku 2010 vyrobeny dva kusy, výroba plánována od r. 2013
- Mil Mi-54
- Mil Mi-171 – varianta vrtulníku Mil Mi-17
- Mil Mi-172 – varianta vrtulníku Mil Mi-17

## Galerie

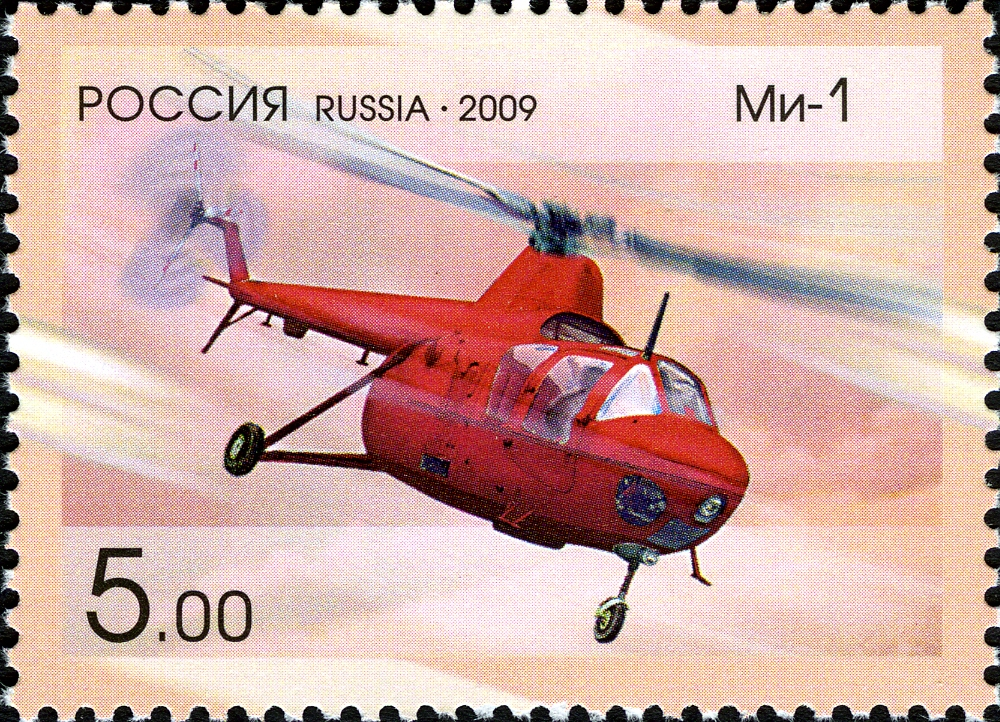
Vrtulník Mil Mi-1 na ruské poštovní známce
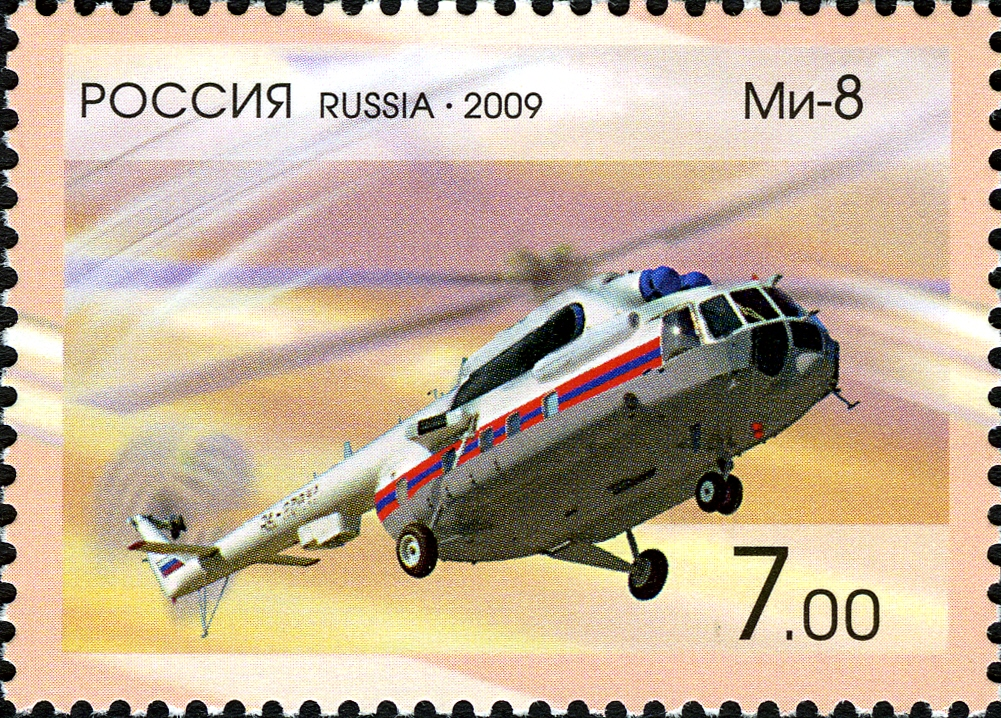
Vrtulník Mil Mi-8 na poštovní známce
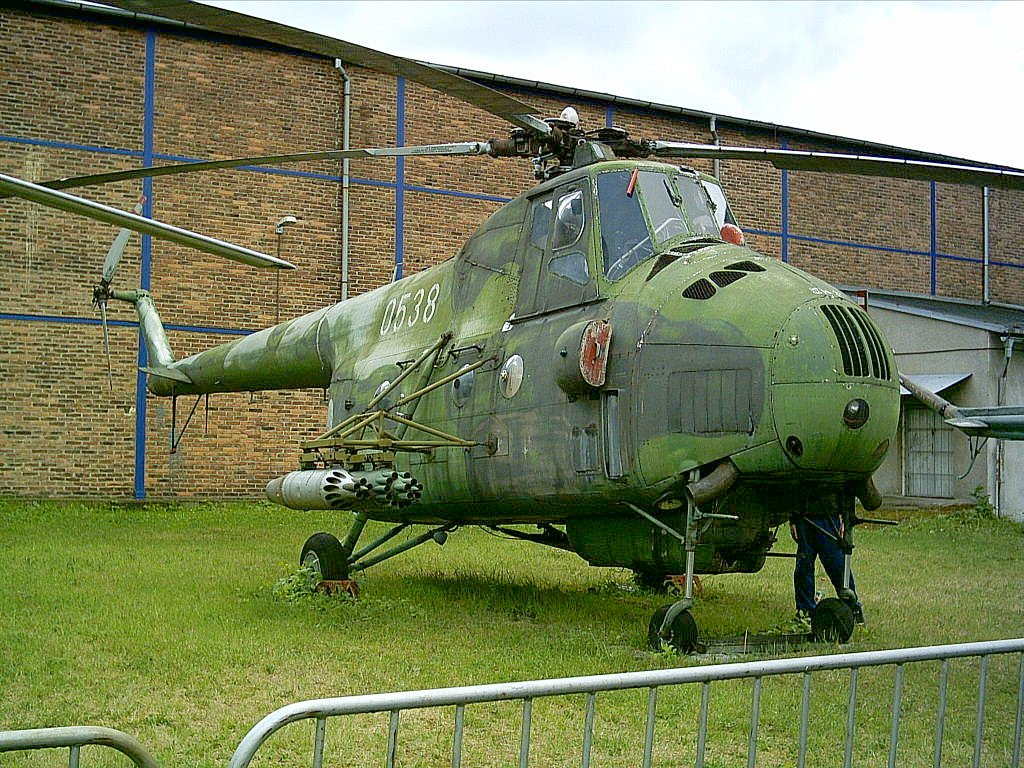
Vrtulník Mil Mi-4 v Leteckém muzeu Kbely
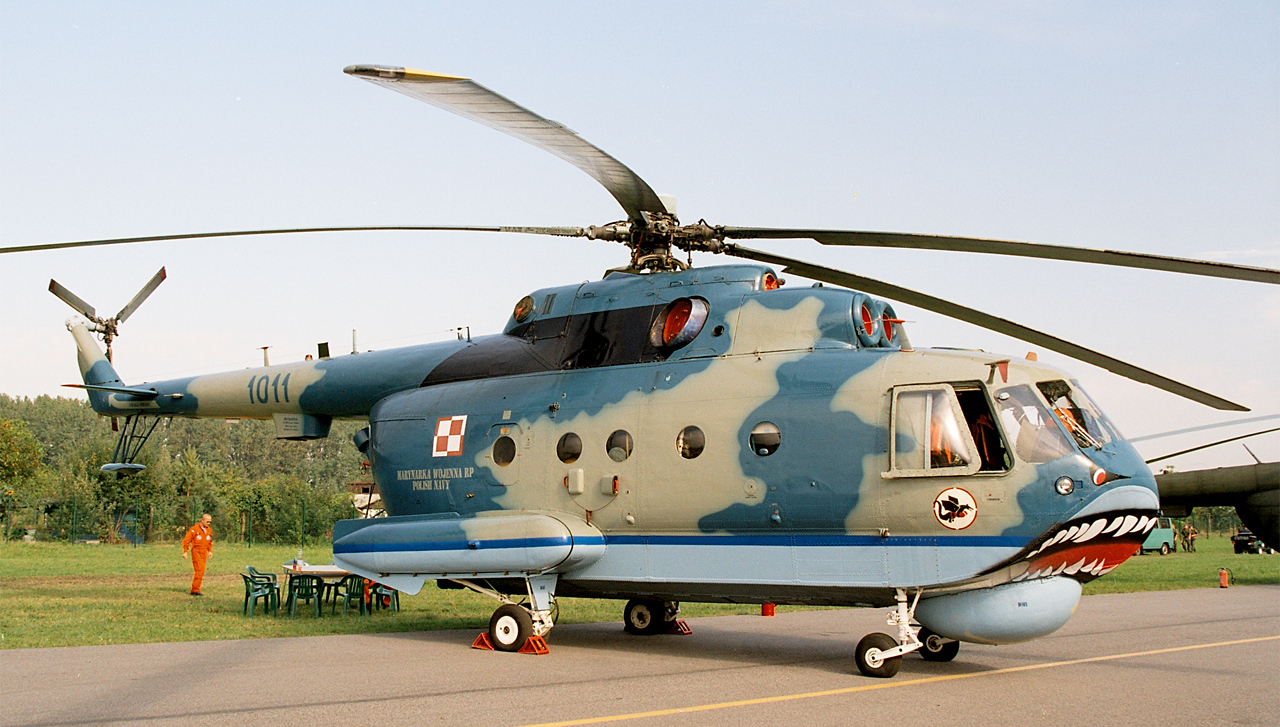
Vrtulník Mil Mi-14
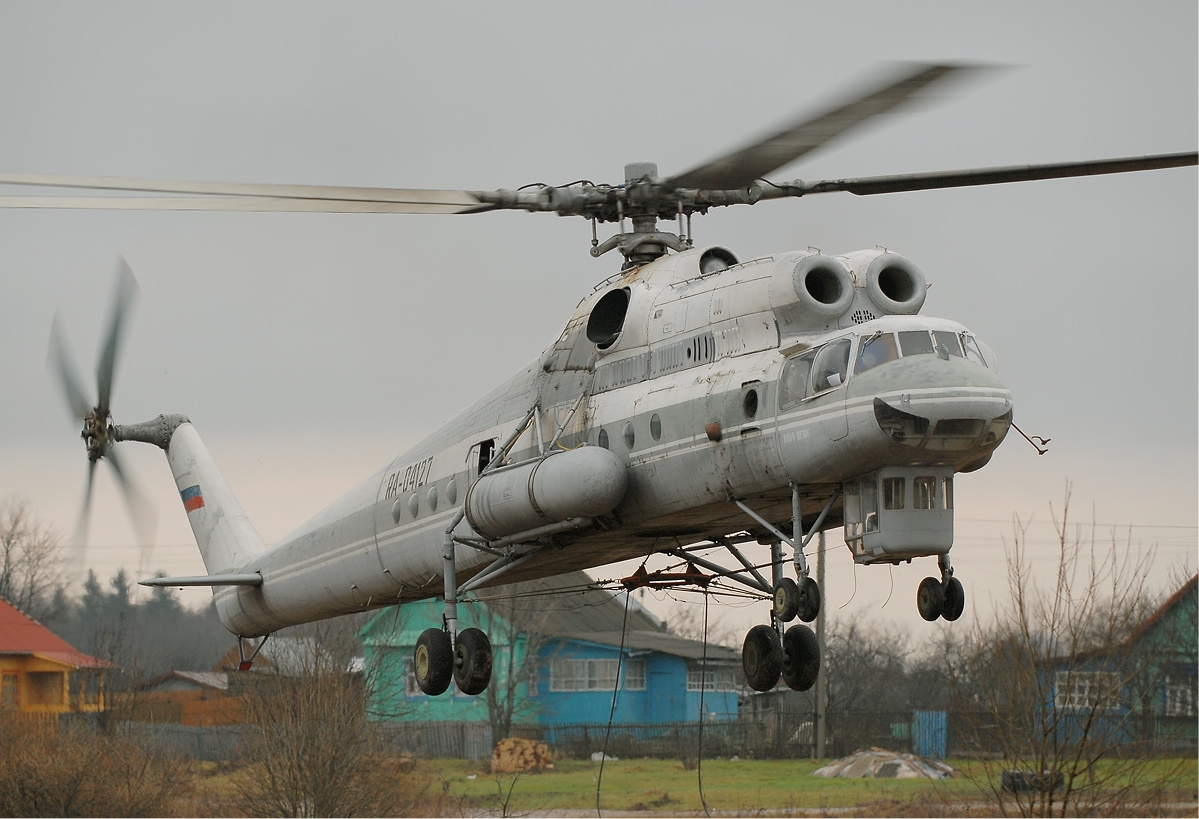
Vrtulník Mil Mi-10